# Zammad
Zammad — це вільне програмне забезпечення служби підтримки або системи відстеження проблем. Воно пропонує підключення різних каналів, таких як електронна пошта, чат, телефон, Twitter або Facebook. Zammad розроблено мовами програмування Ruby та JavaScript. Ім'я Zammad походить з баварської мови та означає «разом».

## Загальне
Zammad був заснований Мартіном Еденхофером, який раніше брав участь у розробці OTRS.
Проєкт закликає до активної участі в його розробці. Вихідний код є вільним програмним забезпеченням згідно з ліцензією AGPL-3.0 та доступний через git.  З цією метою було засновано Zammad Foundation для забезпечення свободи програмного забезпечення. Натхненням для Zammad Foundation стали WordPress Foundation, Free Software Foundation та Mozilla Foundation.

## Інтерфейс користувача
Інтерфейс користувача сучасний та привабливий. Його було перероблено з нуля, і його можуть використовувати випадкові користувачі без жодних проблем, навіть без навчання. Технологічно, інтерфейс користувача реалізовано як вебзастосунок з використанням CSS, JavaScript та HTML5 (включаючи WebSockets), що означає, що застосунок працює в браузері – через мережу (у REST) відбувається лише обмін даними. Таким чином, вебзастосунок виглядає як нативний застосунок і здатний працювати в режимі реального часу (інформація оновлюється у всіх клієнтах одразу після створення/зміни без перезавантаження застосунку/вебсторінка). Дизайн інтерфейсу було розроблено спільно з Zeughaus Design GmbH.
У версії 3.0 Zammad було розширено базою знань.

## Бекенд
Бекенд реалізовано на Ruby on Rails та взаємодіє з інтерфейсом користувача через REST. Zammad покладається на Elasticsearch для пришвидшення пошукових запитів.
MySQL, MariaDB або PostgreSQL підтримуються як сервери баз даних до Zammad версії 6. Zammad версії 7 і вище буде доступний лише для PostgreSQL. Nginx або Apache можна використовувати як вебсервер або зворотний проксі.

## Зовнішні посилання
- Офіційний веб-сайт
- Zammad Foundation
- Спільнота Zammad
- zammad на GitHub